# 문형태
문형태(文亨泰, 1922년 2월 3일~2006년 11월 21일)는 대한민국 군인, 정치인이다. 제8·9·10대 국회의원, 제24대 체신부 장관을 지냈다. 본관은 남평(南平)이며 호(號)는 아석(雅石)이다.

## 학력
- 일본 육군보병학교 졸업
- 대한민국 육군사관학교 2기
- 조선경비보병학교 졸업
- 통위부 보병학교 졸업
- 대한민국 육군보병학교 졸업
- 대한민국 육군포병학교 졸업
- 미국 육군참모대학교 졸업

## 이력
- 대한민국 육군 제1군단장
- 대한민국 육군 제1군사령관
- 제11대 대한민국 합동참모의장
- 1973년 제24대 체신부 장관
- 1980년 대한선주 고문

## 역대 선거 결과
|  | 76.84% |

|  | 59.10% |

|  | 46.12% |